# Hiya & Katsuma
Hiya & Katsumaは、ボーカリストの冨樫克真とギタリストの冷水志至によるビーイング系列のZAIN PRODUCTS所属の作曲・編曲ユニット。

## 概要
上木彩矢の作品で多く作曲・編曲を手掛ける他、愛内里菜、岩田さゆり、上原あずみ、岸本早未、北原愛子、竹井詩織里、真中潤、BON-BON BLANCOなどビーイング系列の所属アーティスト作品で楽曲提供・編曲を行っている。

## 楽曲提供

### 作曲
- 愛内里菜

Melodies
- 上木彩矢

CRAZY
プライド オブ プレイス
- BON-BON BLANCO

O.K!
カラッといこう～A dios,Amigos!～
- 上原あずみ

Silent
- 北原愛子

風のメロディー
- 岩田さゆり

i.n.g
- 岸本早未

Sweet Rider
- 竹井詩織里

二人のSunny day
いびつな果実

### 編曲
- 上木彩矢

youthful diary
- ゆうり

銀色Lovers

### 作曲・編曲
- 上木彩矢

星の降る夜には
- 竹井詩織里

song for you
- 真中潤

Piece Of Mine
UNITY
Last Song
GOLD RUSH